# Gemeine Kräuselspinne
Die Gemeine oder Gewöhnliche Kräuselspinne (Dictyna arundinacea), auch Wiesenlauerspinne genannt, ist eine Webspinne innerhalb der Familie der Kräuselspinnen (Dictynidae). Sie ist die Typusart der Gattung Dictyna und somit der gesamten Familie. Der deutschsprachige Trivialname Gemeine Kräuselspinne deutet darauf hin, dass diese Spinne eine der häufigsten Arten der Kräuselspinnen ist.

## Merkmale
Die Körperlänge der Gemeinen Kräuselspinne beträgt bei Männchen 2 bis 3 Millimeter, bei Weibchen 2,5 bis 4,5 Millimeter. Der gesamte Körper ist dunkelbraun und mit weißgrauen und braunen Haaren bedeckt. Die Härchen lassen ein charakteristisches Muster auf dem Hinterkörper (Opisthosoma) entstehen, dessen vorderer Abschnitt aus einem dunklen, länglichen Fleck besteht, der in der Mitte meist eingeschnürt erscheint. Daran schließen mehrere, nach hinten zu kürzer werdende Querbalken oder Winkelflecken an. Der erste dieser Querbalken hat an seinen Enden meist charakteristische, nach vorne weisende Spitzen. Diese Zeichnung kann bei älteren Exemplaren wegen des Abriebs der Härchen verwaschen erscheinen.
Die Beine sind dunkelbraun, stellenweise mit undeutlichen, hellen oder dunklen Ringeln. Die Unterseite von Coxen und Schenkel sind mit weißen Härchen überzogen. Die Spitzen der Tarsen sind dunkel gefärbt. Das Cribellum ist wie bei allen Mitgliedern der Gattung Dictyna ungeteilt, wodurch sich diese von anderen Gattungen der Kräuselspinnen, beispielsweise Nigma unterscheiden.

### Ähnliche Arten
Die Gemeine Kräuselspinne kann mit anderen Arten derselben Gattung, beispielsweise mit der Heckenlauerspinne (Dictyna uncinata), verwechselt werden. Diese hat jedoch nur drei statt fünf Haarstreifen auf dem Vorderkörper.  Dictyna pusilla ist deutlich kleiner als die Gemeine Kräuselspinne. Die sicherste Unterscheidungsmethode ist eine mikroskopische Untersuchung der Geschlechtsorgane.

## Vorkommen
Die Gemeine Kräuselspinne ist fast in der gesamten Holarktis verbreitet, sie ist in Europa, Asien und Nordamerika zu finden. Nur in Indien und Südostasien scheint sie zu fehlen. In den meisten Regionen ihres Verbreitungsgebietes ist sie die wohl häufigste cribellate Spinne. Die Art bewohnt sonnige und offene Stellen, beispielsweise Heide und Wegränder, genauso auch Feuchtwiesen und Trockenrasen.

## Lebensweise
Die Gemeine Kräuselspinne baut ihr unregelmäßiges Fangnetz bevorzugt an der Spitze abgestorbener, vorjähriger Pflanzen, beispielsweise Besenheide, Johanniskraut oder Dost, die aus der umgebenden Vegetation hinausragen. Etwa in der Mitte, meist an einer Verzweigung der Pflanze, baut die Spinne ihren zentralen und dicker gesponnenen Schlupfwinkel und webt von dort aus nach außen führende, lockere Fangfäden. In seiner Gesamtheit betrachtet, erinnert das Netz an das der Kugelspinnen, die Haubennetze anlegen. Anders als bei diesen dienen aber anstelle von Klebetröpfchen die mit Kräuselwolle umgebenen Fangfäden dem Festhalten der Beute. Mit dem Calamistrum, einer kammartigen Struktur am Metatarsus des letzten Beinpaares, werden die vom Cribellum erzeugten Kräuselfäden auf die Fangfäden aufgekämmt. Die in das Netz fliegenden Insekten verfangen sich in der Fangwolle. Sie werden von der alarmierten Spinne mittels Gift gelähmt, auch wenn sie wesentlich größer als diese sind.
Die Spinne selbst verbirgt sich meist im Schlupfwinkel. Sie deponiert hier auch ihre linsenförmigen, weißen Eikokons. Vier bis sechs solcher Gelege können pro Jahr herstellt werden. Die Weibchen können von März bis in den späten Herbst beobachtet werden, die Männchen bis August. Hauptpaarungszeit ist in mittleren Breiten im Sommer, im Süden entsprechend früher. Die Männchen sterben bald nach der Begattung, ihre Lebenszeit nach der Reifehäutung ist nur sehr kurz.